# エキスポ科学公園
エキスポ科学公園（エキスポかがくこうえん、英称:Expo Science Park、ハングル: 엑스포과학공원）は大韓民国・大田広域市儒城区にある、1993年に開催された大田国際博覧会の跡地、元テーマパークである。

## 概要
1993年に開催された大田国際博覧会の会場、総面積27万3000坪（90万0900㎡）のうち、東側（諸外国などの展示館が建っていた）の8万2000坪（27万0600㎡）は、閉幕後に商業用地として民間に売却された。国内企業館や、遊園地「クムドリランド」などが立ち並んでいた西側の19万1000坪（63万0300㎡、駐車場などの付帯施設も含む）は、建物・設備の多くが閉幕後も保存され、科学技術のテーマパーク、国民科学教育の場として使用し続けることが、博覧会の計画段階から決まっていた。博覧会開催から1年後の1994年8月7日に再開場し、名称は「エキスポ科学公園」となった。
この博覧会では、当初計画の段階から、会場や施設の後利用計画が織りこまれていた。博覧会は、莫大な人的・物的資源と経費を投入する行事であることから、開催期間のみの使い捨て的行事に終わらせることなく、その開催意図や成果を未来の社会にまで受け継ぎ、さらに発展させるべく、会場跡を中心に、隣接の大徳科学研究団地と連結した科学公園や先端技術、情報・文化・国際交流などの基盤施設を備えたビジネス・パークとして開発する計画だった。大田世界博覧会組織委員長を務めた呉明（オ・ミョン）は、「一過性の行事に終わらせるのではなく、可能ならば会場に建てられた建物を永久に残し、ここを“夢の科学施設”“科学レジャー団地”として利用する計画だ」と述べていた。
しかし、科学公園の経営は、新しいコンテンツの供給不足などが原因で、赤字が累積された 。2002年の報道によれば、モノレール、スカイウェイ（ロープウェー）などは停止されていた。18の展示館のうち、運用中だったのは10だった。当初は、韓国政府が設立した「エキスポ記念財団」が記念事業などを担当し、常設展示などの収益事業は民間企業「エクスピアワールド」に任せる体制だった。しかし、赤字経営が続いたために民間企業が撤退し、記念財団が全体の運営を引き受けることになった。政府は、1999年に大田市に無償で譲渡した。大田市は、「エキスポ記念公園公社」を設立して運営したが、赤字から抜け出せず、2008年4月に政府の行政安全部 （のちの行政自治部）から法人精算命令を受け、公園は「大田マーケティング公社」に移管された。
大田市は、科学公園の再開発を模索するようになった。しかし、再開発では、博覧会のテーマである「科学」との兼ね合いも問題になった。2012年にロッテグループと投資協約を締結し、ショッピング施設、アミューズメント施設が結合されたロッテワールド（ソウル特別市）のような複合テーマパークの建設が計画された。しかし、市民団体などから、「ロッテワールドのような遊戯施設は、科学公園の象徴性を毀損する恐れが大きい」と反対した。また、大規模なショッピングモール建設のため、商人たちの反発も大きかった。結局、ヨム・ホンチョル市長が任期満了し、決定を次期市長に先送りし、ロッテ資本の誘致は失敗した。
再開発方針における切り替えのきっかけになったのが、李明博政権による国際科学ビジネスベルト事業だった。2011年11月に、大徳研究開発特区内の地域が拠点地区に選定された。これにより、基礎科学研究院が科学公園の敷地に建設されることが決定した 。
博覧会当時から存在していた展示館のうち、「情報通信館」は2010年に解体された。残りの展示館は、シンボルタワー「ハンビッ塔」周辺の記念ゾーンを除いて、2014年10月から解体が順次開始された。解体される直前まで運営されていた展示館は、「シミュレーション館（2015年1月1日運営終了）」「エネルギー館（2015年1月1日運営終了）」「ドーム映像館 （2014年4月23日運営終了）」などに限られていた。最後まで建物が残存していた「人間と科学館」 は、2018年に解体された。
科学公園の再開発は、「エキスポ再創造事業（엑스포재창조사업 ）」と呼称されている。2014年2月の報道によれば、園内は、「エキスポ記念空間」（13万㎡）、「先端映像産業団地」（10万㎡）、「国際展示コンベンション地区」（3万㎡）、「サイエンスパーク」（33万㎡）の4つの区域に分けられた。2017年12月の報道によれば、科学公園の59万2494㎡の敷地に、2021年までに1兆2767億ウォン（内訳は国費5606億ウォン、市費979億ウォン、民間資本6182億ウォン)を投入する。全体敷地の20％は「エキスポ記念ゾーン」として、科学公園の象徴性を維持しながら、「基礎科学研究院」「スタジオキューブ」「サイエンスコンプレックス」「国際展示コンベンションセンター」の新設が進められた。
再創造事業の実施後も、大田市の発表や、マスコミ報道では、会場跡地全体を指す呼称として「エキスポ科学公園」を使用し続けている。とは言え、現時点でも公園と言えるのは、会場跡地中央部の記念ゾーンのみである。

## 博覧会当時からの建物
いずれも会場跡地中央部の記念ゾーン内に存在している
ハンビッ塔（한빛탑）
博覧会のシンボルである展望塔。「ハンビッ」とは、「大いなる光」という意味である。
大田エキスポ記念館（대전엑스포기념관）
博覧会当時の名称は「平和友情館」で、国際連合などの国際機関が出展していた。博覧会閉幕後は、記念館として使用されてきた。2013年から改装され、2014年に再開館した。改装後の2階部分は「世界エキスポ記念品博物館（세계 엑스포기념품 박물관）」で、世界各国の万博における記念品を展示している。
統一館（통일관）
大田エキスポ記念館と同じ建物内にある。2001年に開設され、北朝鮮を紹介している。改装され、2019年9月6日に再開館した。館内は「北朝鮮研究室」「歴史研究室」「平和研究所」「共に夢見る未来」「4D映像館」の5つの分野で構成されている。
未来エナジウム（미래에너지움）
以前の名称は「電気エネルギー館（전기에너지관）」で、韓国電力公社が出展した。再生エネルギーなどを紹介する広報館として、2018年4月26日にリニューアルオープンし、現名称に改称された。現在は韓国エネルギー公団が運営している。
先端科学館（첨단과학관）
博覧会当時の名称は「政府館（정부관）」で、韓国政府が出展した。閉幕後は、「跳躍館（도약관）」に改称した。2007年からは「先端科学館」として使用され、大徳研究開発特区内の17の政府研究機関の研究成果を紹介していたが、2015年6月30日に閉館された。2019年3月26日には、文化体育観光部と韓国コンテンツ振興院の「eスポーツ常設競技場の構築事業」公募で大田市が選定され、先端科学館をeスポーツ常設競技場に改造することが決まった。国費30億ウォン、大田市110億ウォンが投入される。2020年6月末までに完成させる予定である 。

## 博覧会後に建設された施設

### 会場跡地の東側
博覧会の計画段階から、閉幕後の売却方針が決まっていた区域である。再創造事業の実施前でも、エキスポ科学公園には含まれていなかった。
大田文化放送（MBC）本社
大田放送（TJB）本社
いずれも博覧会当時は、東門に隣接する駐車場の敷地だった。
大田コンベンションセンター（대전컨벤션센터）
2008年4月21日開館。大田マーケティング公社が運営。
大田スマートシティ（대전스마트시티）
高層アパート団地。2005～08年に建設された。
ロッテシティホテル・テジョン（롯데시티호텔대전）
2014年3月開業。ロッテグループ系列の（株）ホテルロッテが経営。
HOTEL ICC
ロッテシティホテルの北側に隣接。
ZOIMARU（ゾイマル、조이마루）
ゴルフをテーマとした複合文化センターで、シミュレーションゴルフブースなどの設備がある。ゴルフ以外では、プール、噴水広場、子供向けミュージカルの劇場など、家族向けの設備もある。2015年1月に開業し、㈱GOLFZONが運営している。ZOIMARUの「ZOI」は楽しさや喜びを意味する「JOY」のスペルを変えたもので、「MARU」は韓国語の表現で「頂点」を意味しており、「究極の楽しさ」という意味である。
大田国際展示コンベンションセンター（대전국제전시컨벤션센터、仮称）
博覧会当時は「繁栄館（번영관）」(大韓貿易投資振興公社が出展）として建てられ、閉幕後は「大田貿易展示館（대전무역전시관）」として使用されてきた建物を建て替える。地下2階、地上3階、延べ面積4万7701㎡（展示面積1万39㎡）規模の展示場、多目的ホール、駐車場、便宜施設などを建設する。事業期間は2021年12月まで、工事費は約970億ウォンを予定している。

### 中央部・記念ゾーン
音楽噴水（음악분수）
1999年5月から2019年5月26日まで運営されていた。再創造事業の一環として、以前の施設を撤去し、新しい音楽噴水を造成する計画である。
大田交通文化研究院（대전교통문화연구원）
記念ゾーン北側にあり、以前は「自動車館（자동차관）」と「大田館（대전관）」が建っていた敷地に建設された。交通安全の教育施設である。2010年9月に開館した。

### 会場跡地の西側
2014年まで、博覧会当時の国内企業館や、遊園地「クムドリランド」が立ち並んでいた区域である。
基礎科学研究院（기초과학연구원）
韓国政府が、国費3268億ウォンを投入し、世界的水準の研究拠点施設として建設した。敷地面積は26万㎡。2014年11月に建設工事が着工され、2018年1月に本院が現所在地に移転した。
スタジオキューブ（스튜디오큐브）
2017年9月25日に開館した、テレビドラマ、映画の撮影スタジオ。以前は西門前の駐車場として使用されていた6万6115㎡の敷地に、国費など797億ウォンを投じて建設され、延べ床面積は3万2040㎡(地下1階、地上2階)。韓国コンテンツ振興院が運営している。
サイエンスコンプレックス（사이언스콤플렉스、仮称）
敷地は会場跡地の南西角で、以前はリニアモーターカー（後述）の線路などが存在していた。2017年12月19日に着工され、2021年の竣工を目標としている。6千億ウォンの費用を投じて、地下4階、地上43階、建物面積27万1336㎡規模のタワーと百貨店などで構成される。科学・文化体験施設、ホテル、近隣生活施設などを備えた複合エンターテインメント施設として計画している。事業主体は㈱新世界。

## 他地域に移築された建物
未来航空館（미래항공관 ）
大韓航空が出展したパビリオンだった。この建物は、閉幕後に済州島の静石飛行場に移築され、1998年から「静石航空館（정석항공관）」として使用されている。この移築が実施されたのは1990年代なので、再創造事業とは関係が無い。

## 周辺施設
国立中央科学館（국립중앙과학관）
科学公園の西側に隣接している。1990年10月9日に開館。
ハンバッ樹木園（한밭수목원）
科学公園とは、甲川（カプチョン）をはさんで南側にあり、エキスポ橋を渡って行くことができる。博覧会当時は南門に隣接する駐車場だった。2001～08年に公園が造成され、大規模に緑化された。各種植物種の遺伝子の保存、青少年の自然体験学習の場などの目的で建設された。

## リニアモーターカー

エキスポ科学公園のリニアモーターカーの軌道（2008年）

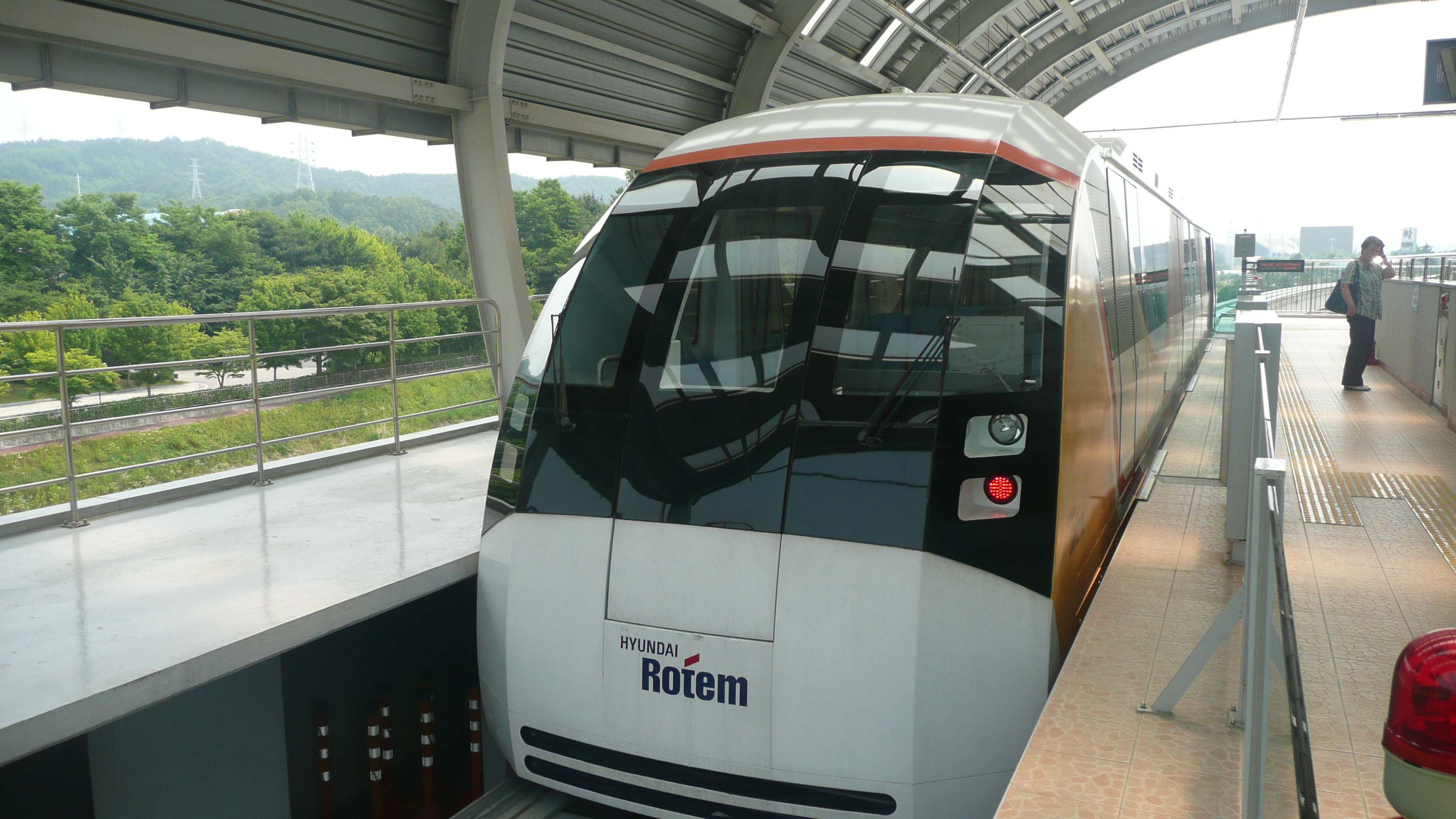
エキスポ科学公園で運転されるUTM-02

当公園に韓国初の常設リニアモーターカー（磁気浮上列車、자기부상열차）が運行している。科学館駅 - エキスポ駅間995mを結ぶ全区間単線の路線で、途中駅はない。起源は1993年の大田国際博覧会で使用された展示路線で、その後15年間は一般の乗客を乗せた営業を中断していたが、2008年に従来の路線を一部ルート変更および延伸して再開業した。同年6月と7月に集電線のトラブルにより乗客が車内に閉じ込められる事故が発生し、一時試運転を中断した後、復旧した。
2014年、再創造事業にともない、エキスポ駅を撤去し、路線長を約450mに短縮することが決定した。その後は、国立中央科学館の施設として扱われている。
公園内には歴代の実験車両が展示されていた（現状は不明）。
この路線で実験された技術は、2016年に開業した仁川空港磁気浮上鉄道で実用化された。

### 沿革
- 1993年 - 大田国際博覧会の時に使用され、その後営業中止。
- 2008年4月21日 - 再開業
- 2014年 - エキスポ駅の撤去と550mの路線の撤去決定。

### 車両
現在の車両
- UTM-02型 - UTMはUrban Transit Maglevの略。韓国機械研究院と現代ロテムによって開発された。

過去の車両
- HML-03型 - 大田国際博覧会の際に使用された。ドイツのクラウス＝マッファイ社の技術指導により製作。

車両開発略歴
1985年に大宇重工業が磁気浮上式鉄道の開発に着手したのに加えて、1989年から韓国機械研究院が国策研究事業として開発に着手し、1989年に無人のHML-01を、1991年に有人のHML-02（8人乗り）を、1992年に試験機DMV92を開発した。1993年にはドイツのクラウス＝マッファイ社の技術指導を受けてHML-03（自重25トン、荷重3トン、40人乗り）を製作し、大田国際博覧会で一般公開されて運行された。1997年にUTM-01を開発。韓国機械研究院に設置され、有人運行で最高速度110km/h、定員60人。UTMはUrban transit Maglevの略で都市交通のための磁気浮上式鉄道を意味する。2004年には無人運行のUTM-02を開発し、2008年にエキスポ科学公園内を路線長約1kmで運行を開始。

### 駅一覧
| 日本語駅名 | 韓国語駅名 | 営業キロ | 駅構造                     | 所在地           |
| ---------- | ---------- | -------- | -------------------------- | ---------------- |
| 科学館駅   | 과학관역   | 0.000    | 単式ホーム1面1線の高架駅   | 大田広域市儒城区 |
| エキスポ駅 | 엑스포역   | 0.995    | 頭端式ホーム2面1線の高架駅 | 大田広域市儒城区 |

## 交通
- 韓国鉄道公社の大田駅から市内バス。大田都市鉄道1号線の駅では、政府庁舎駅が最も近いが、約2km離れている。